# Magdalena Röck

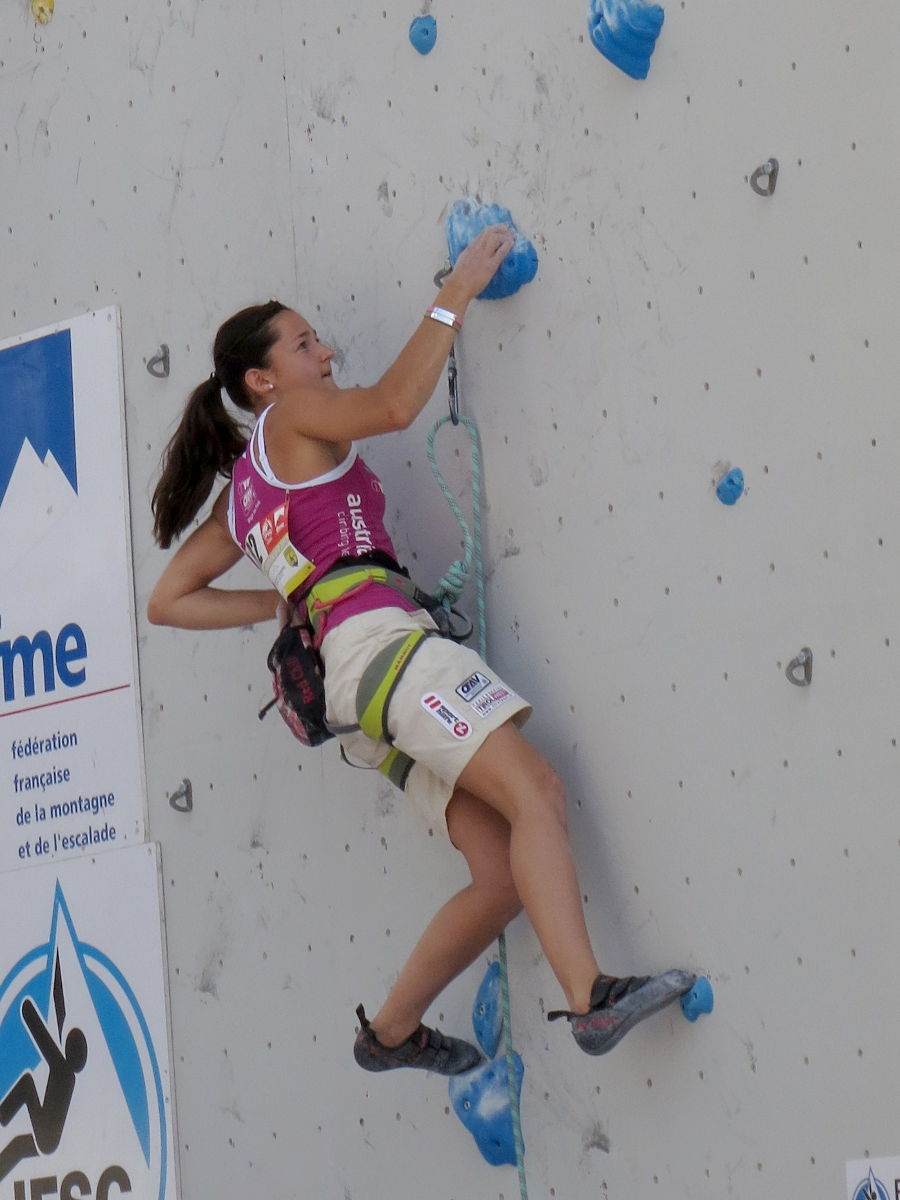
ME 2013 (Chamonix). Magdalena Röck na ścianie wspinaczkowej w prowadzeniu.

Magdalena Röck (ur. 15 marca 1994 w Landeck) – austriacka wspinaczka sportowa. Specjalizowała się w prowadzeniu oraz w boulderingu. Dwukrotna brązowa medalistka mistrzostw świata we wspinaczce sportowej w prowadzeniu z 2011 oraz z 2014.

## Kariera sportowa
W 2011 we włoskim Arco oraz w 2014 w hiszpańskim Gijón zdobyła brązowe medale mistrzostw świata we wspinaczce sportowej w konkurencji prowadzenia.
Wielokrotna uczestniczka, medalistka prestiżowych zawodów wspinaczkowych Rock Master we włoskim Arco, gdzie zdobyła złoty medal w 2014. Uczestniczka zimowych igrzysk wojskowych  w 2017 w rosyjskim Soczi we wspinaczce sportowej w konkurencjach boulderingu oraz prowadzenia.

## Osiągnięcia

### Mistrzostwa świata
| Konkurencje | 2011 | 2012  | 2014 | 2016 |
| Prowadzenie | 3    | 12-14 | 3    | 7    |

### Mistrzostwa Europy
| Konkurencje | 2010 | 2013 | 2015 |
| Prowadzenie | 15   | 7    | 20   |

### Zimowe igrzyska wojskowe
| Konkurencje | 2017 |
| Bouldering  | 8    |
| Prowadzenie | 9    |

### Rock Master
| Konkurencje | 2011 | 2014 | 2016 |
| Prowadzenie | —    | 1    | —    |
| Duel        | 8    | —    | 8    |